# Talón
El talón o calcañar es la parte trasera del pie, en el extremo inferior de la pierna, debajo de la pantorrilla. El talón más famoso en literatura es el de Aquiles, para quien era su único punto débil, muriendo al ser lastimado en dicho lugar por una flecha disparada por Paris. El patriarca de Israel llevó el nombre de Jacob, por nacer con su mano trabada al calcañar de su hermano gemelo Esaú.